# Slinky (speelgoed)

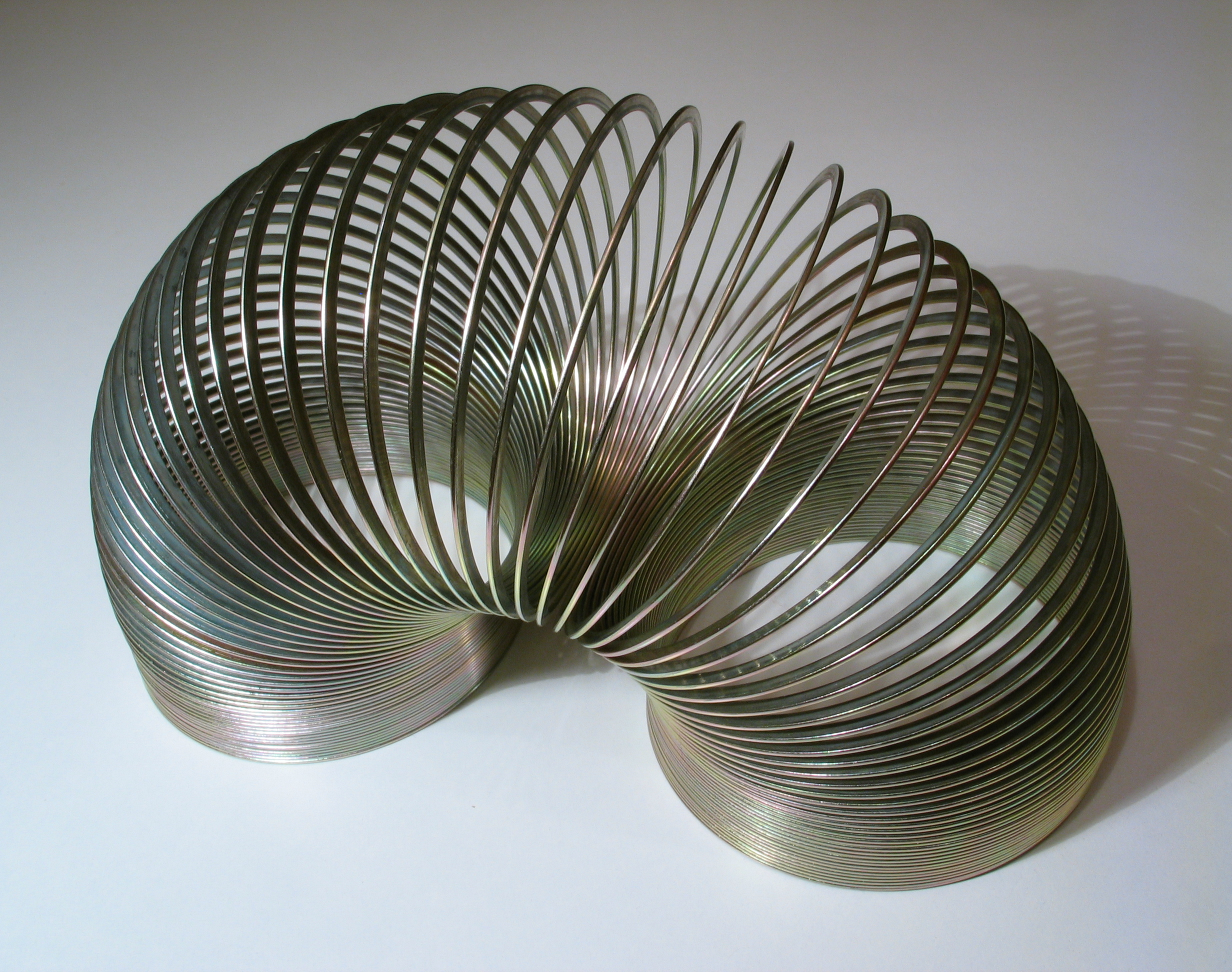
Een originele metalen slinky

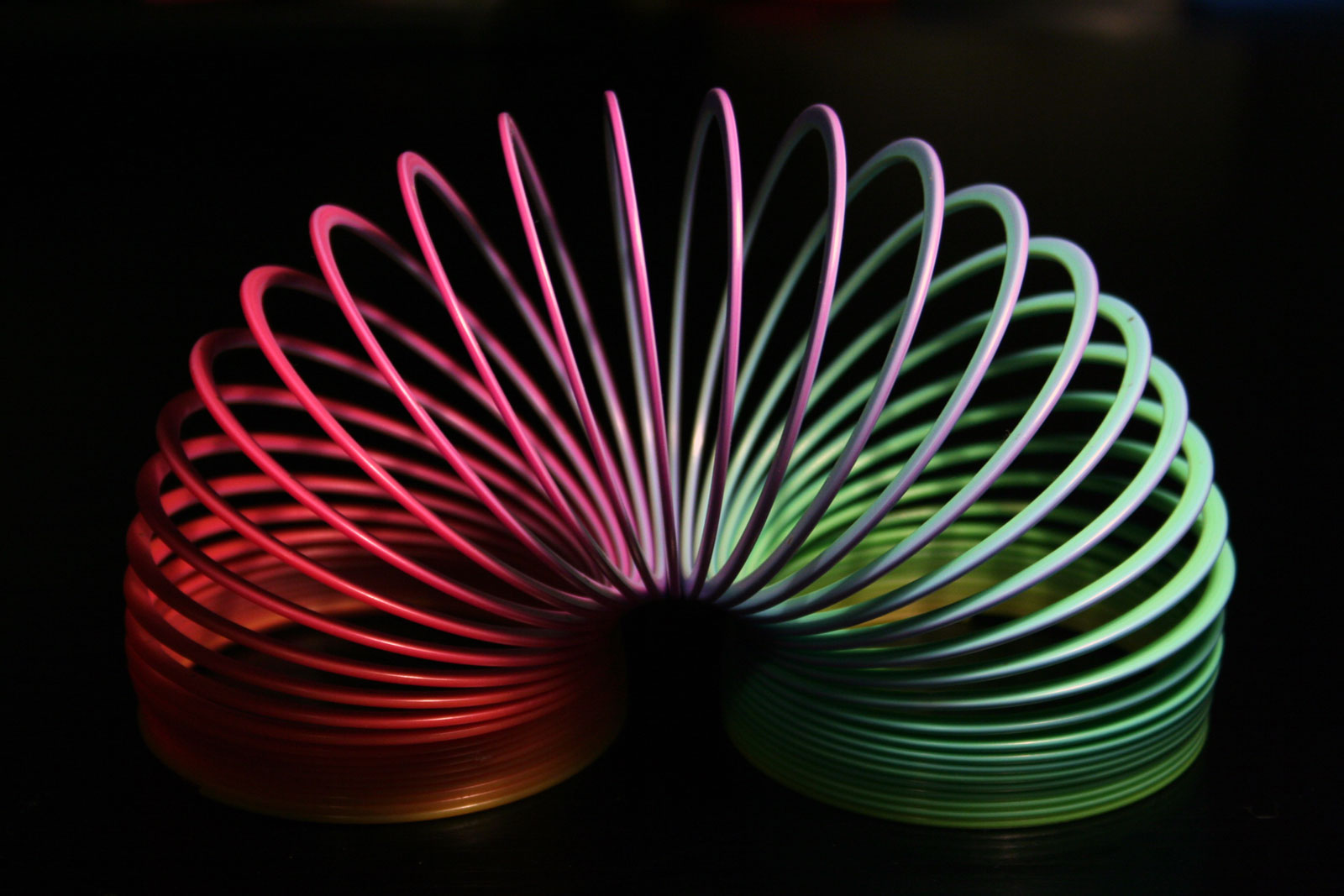
Een slinky in regenboogkleuren

Een slinky, traploper of trapveer is van oorsprong een Amerikaans stuk speelgoed gemaakt van ijzerdraad, in de vorm van een metalen helix. De slinky is vooral bekend geworden doordat hij van trappen 'af kan lopen', doordat de zwaartekracht de spiraal de trap af laat gaan. 
De slinky werd in 1943 uitgevonden door de Amerikaanse marine-ingenieur Richard James en werd een hit tijdens kerst 1945, toen de eerste slinky's heel goed verkocht werden in een winkel in Philadelphia. 
De slinky wordt soms ook gebruikt om de wetten van de natuurkunde uit te leggen. Hij heeft vele bijnamen, van het feitelijke spiraal tot het meer informele traploper. De klassieke uitvoering is van ongekleurd metaal, maar dankzij de zich steeds verder ontwikkelende kunststoftechnologie kwamen er ook versies van gekleurd plastic op de markt.